# Гранзебит
Гранзебит (нем. Gransebieth) — община в Германии, в земле Мекленбург-Передняя Померания.
Входит в состав района Северная Передняя Померания. Подчиняется управлению Рекниц-Требельталь.  Население составляет 629 человек (на 31 декабря 2010 года). Занимает площадь 23,36 км².